# Fondo patrimoniale
Un fondo patrimoniale, nel diritto civile italiano, è un complesso di beni, siano essi immobili, mobili registrati o titoli di credito, costituito ai fini di soddisfare i bisogni della famiglia.
Storicamente, l'istituto del fondo patrimoniale ha sostituito il patrimonio familiare e la dote. Attualmente è regolato dagli art. 167 e ss. del codice civile. La dottrina lo fa rientrare nella categoria del patrimonio separato.
Il fondo può essere costituito dai coniugi, anche durante il matrimonio, tramite atto di costituzione; oppure può essere costituito da un terzo. La proprietà dei beni conferiti spetta ad entrambi i coniugi. Non possono beneficiarne le coppie di fatto, e cessa i suoi effetti in caso di morte del coniuge, separazione, divorzio, annullamento del matrimonio. La sua funzione principale è quella di soddisfare i bisogni della famiglia (e cioè i bisogni relativi ai diritti di mantenimento, assistenza e contribuzione).
Importante è sottolineare che sui beni oggetto del fondo patrimoniale non è possibile agire forzosamente; i beni ed i frutti rispondono solo per obbligazioni contratte nell'interesse della famiglia. Può comunque agire forzosamente il creditore che, al momento dalla nascita del rapporto obbligatorio, ignorava il fatto che il debito stesse sorgendo per scopi estranei ai bisogni della famiglia (art. 170, codice civile). Infine, laddove il fondo fosse stato costituito fraudolentemente allo scopo di sottrarre beni alla garanzia dei creditori, sarà possibile esperire l'azione revocatoria.
Si presumono relativi al soddisfacimento di esigenze famigliari anche i debiti contratti per la propria attività lavorativa o imprenditoriale. Anche per questo tipo di debiti è ammessa l'azione sui beni conferiti al fondo patrimoniale, lasciando l'onere della prova contraria al titolare.

## Protezione inesistente dopo la riforma del 2015
Con d.l. n. 83 del 27.06.2015 (art. 12) viene introdotto l'art. 2929-bis del codice civile, in ordine all'Espropriazione di beni oggetto di vincoli di indisponibilità. Tale nuovo articolo ha fortemente mitigato l'efficacia del vincolo di destinazione dei beni costituiti in fondo patrimoniale. In precedenza infatti, il creditore doveva dare luogo a una causa ordinaria, con tutte le garanzie del caso, prima di poter soddisfare il proprio credito nei confronti del patrimonio protetto del debitore. Il procedimento doveva concludersi con una sentenza del Giudice che dichiarava la inefficacia del trasferimento nei confronti del creditore procedente, e solo a conclusione del processo il creditore poteva soddisfarsi sul bene del debitore
Con questa nuova legge, si introduce una sorta di "presunzione di frode" per cui il creditore procede all'esecuzione forzata anche in pendenza di giudizio: il debitore può opporsi all'esecuzione con inversione (di dubbia costituzionalità) dell'onere della prova e forte limitazione del diritto di difesa, perché la possibilità di opposizione è riservata al solo caso di contestazione del pregiudizio, che deve essere nota al debitore, motivi labili e molto difficili da provare.
Nota: Il creditore potrà far valere il pignoramento del bene, senza azione revocatoria, solo se ha trascritto il pignoramento entro un anno dalla trascrizione dell'atto del debitore (fondo).